# Luís Carlos de Lima de Almeida Braga
Luís Carlos de Lima de Almeida Braga (Braga, 20 de Novembro de 1886 — Lisboa, 2 de Março de 1970), mais conhecido por Luís de Almeida Braga, foi um advogado, literato e político português, um dos fundadores do Integralismo Lusitano. Destacou-se no combate à Primeira República Portuguesa e ao Estado Novo.

## Biografia
Ainda muito jovem dirigiu o semanário monárquico de Coimbra, Pátria Nova e colaborou nas revistas Atlântida (1915-1920) e Contemporânea (1915-1926). Estudou em Braga, no Colégio do Espírito Santo, e interrompeu os estudos de Direito em Coimbra para acorrer à Galiza. Para participar nas incursões monárquicas de 1911, contra a República, sob o comando de Paiva Couceiro e ao lado de Francisco Rolão Preto.
Na sua passagem por Espanha, contactou o movimento carlista de Juan Vázquez de Mella, saindo depois para o exílio na Bélgica onde frequentou os círculos do sindicalismo católico. Frequentou as Universidades de Bruxelas e Gand, onde fundou a revista Alma Portuguesa (1913) e na qual cunhou a expressão "Integralismo Lusitano", para designar um movimento estético-filosófico de renascimento católico.
Em 1914, a expressão "Integralismo Lusitano" vem a designar um movimento político-cultural estabelecido em torno da revista Nação Portuguesa (Coimbra), cujo índice programático se intitulava "Monarquia tradicional, orgânica e anti-parlamentar". Nesse ano, voltou a Portugal. 
Em 1916 concluiu a sua licenciatura em Direito na Universidade de Coimbra e surgiu como membro da Junta Central do Integralismo Lusitano. 
Em 1919, volta estar ao lado de Paiva Couceiro, desta vez como seu secretário no governo da Monarquia do Norte, sendo forçado a sair de novo para o exílio quando esta facção é derrotada. 
Veio a fundar e dirigir, em 1932, com Hipólito Raposo, a revista Integralismo Lusitano - Estudos Portugueses, demarcando-se da instalação do Estado Novo de Oliveira Salazar, e apoiando o Movimento Nacional-Sindicalista dirigido por Francisco Rolão Preto. Como advogado, após a morte de D. Manuel II de Portugal, ocorrida em 1932, destacou-se na defesa dos direitos de D. Duarte Nuno aos bens vinculados da Casa de Bragança, com os quais Salazar estabeleceu a Fundação da Casa de Bragança.
A Causa Monárquica, em 1949, expulsou-o, bem como a Vieira de Almeida, pelo seu intransigente combate ao «Estado Novo». No ano seguinte, subscreveu o documento "Portugal restaurado pela Monarquia", testamento político dos fundadores do Integralismo Lusitano. 
Após a morte de Hipólito Raposo, também líder de referência dos integralistas, Luís de Almeida Braga veio ainda combater o regime de Oliveira Salazar ao lado das jovens gerações: em 1957, esteve com a constituição do Movimento dos Monárquicos Independentes; apoiou e promoveu com Rolão Preto a candidatura do general Humberto Delgado à presidência da República, destacando-se uma vez mais como advogado, agora na defesa de Henrique Galvão (do assalto ao Paquete «Santa Maria»).
Esteve depois com Francisco Rolão Preto, Mário Saraiva e Henrique Barrilaro Ruas no lançamento do movimento da "Renovação Portuguesa" e da "Biblioteca do Pensamento Político", em torno da qual vieram-se a juntar Manoel Galvão, António Jacinto Ferreira, Fernão Pacheco de Castro, Sá Perry-Vidal, entre outros.
Dirigiu o Instituto Minhoto de Estudos Regionais e respectivo órgão de comunicação, a revista Mínia. Foi também presidente da Confraria do Bom Jesus do Monte.

## Obras publicadas
- A Questão Ibérica - A lição dos Factos, 1916.
- Pão alheio, 1916.
- O culto da tradição, 1916.
- Mar tenebroso,1918.
- O sentimento nacionalista, 1921.
- O significado nacional da obra de Camilo,1923.
- Ao serviço da terra, 1930.
- Paixão e graça da terra, 1932.
- Grandeza e misérias do Bom Jesus do Monte, 1940.
- Sob o Pendão Real, 1942.
- Posição de António Sardinha, 1943.
- A revolta da inteligência, 1944.
- Dom João Valera e as letras portuguesas do seu tempo, 1948.
- Lunário sentimental,1949.
- Nuvens sobre o deserto, 1954.
- Loa do vinho verde, 1959.
- Espada ao sol, 1970.

## Outros textos menores
- "Integralismo Luzitano. I - Annunciação", Setembro de 1913 (in Alma Portugueza, Louvain, nº 2, série I, pp. 53–57)
- Abecedário Real, comentário à obra de João dos Prazeres, 1943[3]